# Wardog
«Wardog» - американская хеви/пауэр-метал-группа, сформированная в 1994 и выпустившая свой последний релиз в 1999 году (официально о распаде не заявляла). За время своего существования коллектив выпустил три полноформатных альбома.

## История
Музыкальный коллектив Wardog был сформирован бывшим участником групп Deuce и Tension поющим гитаристом Томом Гаттисом. Tension Гаттис покинул в 1988 году и затем поступил учиться в колледж на инженера, однако жить без музыки он не мог, что и привело к созданию Wardog. Помимо Гаттиса в состав команды входили басист Крис Катеро и ударник Росс Мартинес. В год основания команда сразу записывает дебютный полноформатный альбом, получивший идентичное наименованию коллектива название Wardog. Релиз заинтересовал лейбл Metal Blade Records, который в 1996 году и выпустил второй альбом Scorched Earth, содержащий энергичный материал, вдохновлённый музыкой Raven и Iron Maiden. Третий и последний релиз Wardog A Sound Beating записывался уже с новым ударником Эриком Бонджорно. Помимо этого состав группы пополнился вторым гитаристом Крисом Салливаном.
В дальнейшем, несмотря на хорошие отзывы в прессе и успешные концертные выступления, пассивная политика выпускающего лейбла Metal Blade Records в отношении Wardog привела к распаду последней. Том Гаттис впоследствии основал проект Ballistic, а Катеро, Бонджиорно и Салливан основали Razer.

## Участники

### Последний известный состав
- Том Гаттис (Tom Gattis) - вокал, гитара
- Крис Катеро (Chris Catero) - бас
- Джон Эррера (John Herrera) - ударные

### Бывшие участники
- Крис Салливан (Chris Sullivan) - гитара
- Эрик Бонджорно (Eric Bongiorno) - ударные
- Росс Мартинес (Ross Martinez) - ударные

## Дискография
- 1994 - Wardog
- 1996 - Scorched Earth
- 1999 - A Sound Beating